# يوسي 69
يوسي 69 (بالفنلندية: Jussi 69)‏ هو طبال فنلندي، ولد في 11 يوليو 1972 في هلسنكي في فنلندا.

## وصلات خارجية
- يوسي 69 على موقع IMDb (الإنجليزية)
- يوسي 69 على موقع ميوزك برينز (الإنجليزية)
- يوسي 69 على موقع ميوزك برينز (الإنجليزية)
- يوسي 69 على موقع أول ميوزيك (الإنجليزية)
- يوسي 69 على موقع أول ميوزيك (الإنجليزية)
- يوسي 69 على موقع ديسكوغز (الإنجليزية)
- يوسي 69 على موقع ديسكوغز (الإنجليزية)
- يوسي 69 على موقع قاعدة بيانات الفيلم (الإنجليزية)